# Lesja Kalitovska
Lesja Michajlivna Kalitovska (ukrainska: Леся Михайлівна Калитовська), född 13 februari 1988 i Lviv oblast, Sovjetunionen, är en professionell tävlingscyklist från Ukraina. Hon är specialist på bancykling och har tagit flera internationella titlar. 
Hon deltog i världsmästerskapen på bana 2008 i Manchester och tog bronsmedalj tillsammans med Svitlana Galjuk och Ljubov Sjulika i lagförföljelse. Hon slutade också sexa i individuell förföljelse under samma tävling.
Lesja Kalitovska deltog också i de Olympiska sommarspelen 2008 i Peking där hon tog bronsmedalj i individuell förföljelse.

## Meriter
2005
3:a, Europeiska mästerskapen, landsväg, Moskva - tempolopp
1:a, Europeiska mästerskapen, junior, Fiorenzuola - individuell förföljelse
1:a, Världsmästerskapen, junior, Wien - individuell förföljelse
2006
1:a, Europeiska mästerskapen, junior, Aten - individuell förföljelse
1:a, Världsmästerskapen, junior, Gent - individuell förföljelse
2:a, Världsmästerskapen, junior, landsväg, Circuit de Spa-Francorchamps - tempolopp
2:a, Världscupen, Moskva - scratch
2007
1:a,  Ukraina Nationsmästerskapen - tempolopp
1:a, Europeiska mästerskapen, U23, Cottbus - individuell förföljelse
1:a, Världscupen, Peking - lagförföljelse
3:a, Världscupen, Sydney - lagförföljelse
2008
1:a, Världscupen, Los Angeles - individuell förföljelse
1:a, Världscupen, Los Angeles - lagförföljelse
2:a,  Ukraina Nationsmästerskapen - tempolopp
2:a, Världsmästerskapen, U23, linjelopp
2:a, Världsmästerskapen, U23, tempolopp
 Världsmästerskapen, Manchester - lagförföljelse
 Olympiska sommarspelen 2008 - individuell förföljelse
2009
2:a, etapp 3, Tour of Chongming Island
2010
2:a, Europeiska mästerskapen, U23 - linjelopp
2:a, Världscupen, Melbourne - individuell förföljelse
3:a,  Ukraina Nationsmästerskapen - linjelopp
2011
3:a, Världscupen, Cali - scratch
2012
1:a, Världscupen, London - scratch